# 曼哈爾茨貝格山
48°32′38″N 15°44′56″E / 48.54389°N 15.74889°E
曼哈爾茨貝格山（德語：Manhartsberg），是奧地利的山峰，位於該國東北部，由下奧地利州負責管轄，屬於波希米亞山的一部分，海拔高度537米，每年平均降雨量1,050毫米。